# Скарбона
Скарбо́на (пол. Skarbona) — село в Польщі, у гміні Машево Кросненського повіту Любуського воєводства.
Населення — 68 осіб (2011).
У 1975—1998 роках село належало до Зеленогурського воєводства.

## Демографія
Демографічна структура станом на 31 березня 2011 року:
|          | Загалом | Допрацездатний вік | Працездатний вік | Постпрацездатний вік |
| -------- | ------- | ------------------ | ---------------- | -------------------- |
| Чоловіки | 35      | 6                  | 26               | 3                    |
| Жінки    | 33      | 4                  | 20               | 9                    |
| Разом    | 68      | 10                 | 46               | 12                   |